# Acrophylax sowai
Acrophylax sowai là một loài Trichoptera trong họ Limnephilidae. Chúng phân bố ở miền Cổ bắc.